# Iașmac

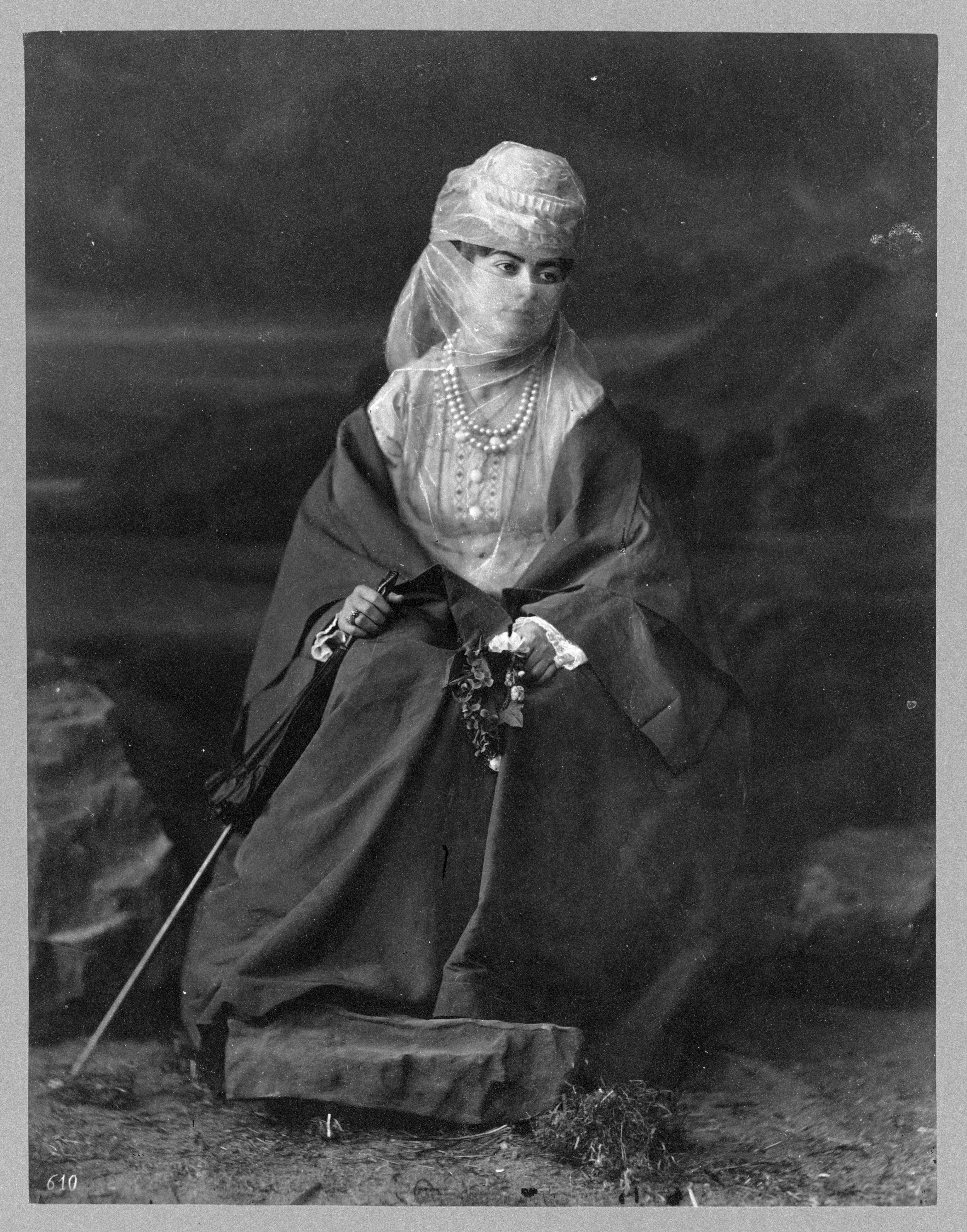
Iașmac

Iașmacul (din turcă yașmak, „văl”) este un tip turcesc de voal sau niqab purtat de unele femei musulmane cu scopul de a-și acoperi fața în public. Astăzi acest articol de îmbrăcăminte nu mai este folosit aproape deloc în Turcia. Purtarea voalului este un obicei persan care a fost adoptat ulterior de arabi.

## Descriere
Spre deosebire de voalul obișnuit, iașmacul este format dintr-un voal pentru cap și un voal pentru față, conținând astfel două bucăți de muselină fină, una care acoperă fața până sub nas și cealaltă care acoperă capul până pe frunte.
Un iașmac poate conține, de asemenea, o bucată dreptunghiulară de țesătură neagră din păr de cal așezată până aproape de tâmple și căzând jos pentru a acoperi fața, numită peçe, sau poate fi un voal acoperit cu bucăți de dantelă, având fante pentru ochi, legată în spatele capului cu șnururi și sprijinită uneori pe nas de o mică piesă de aur.

## Legături externe
Materiale media legate de Iașmac la Wikimedia Commons
- Turkey's Ministry of Culture and Tourism - The Costumes Of Ottoman Women[nefuncțională]